# Entephria flavomixta
Entephria flavomixta là một loài bướm đêm trong họ Geometridae.